# کوهستان کریستال (آفریقا)

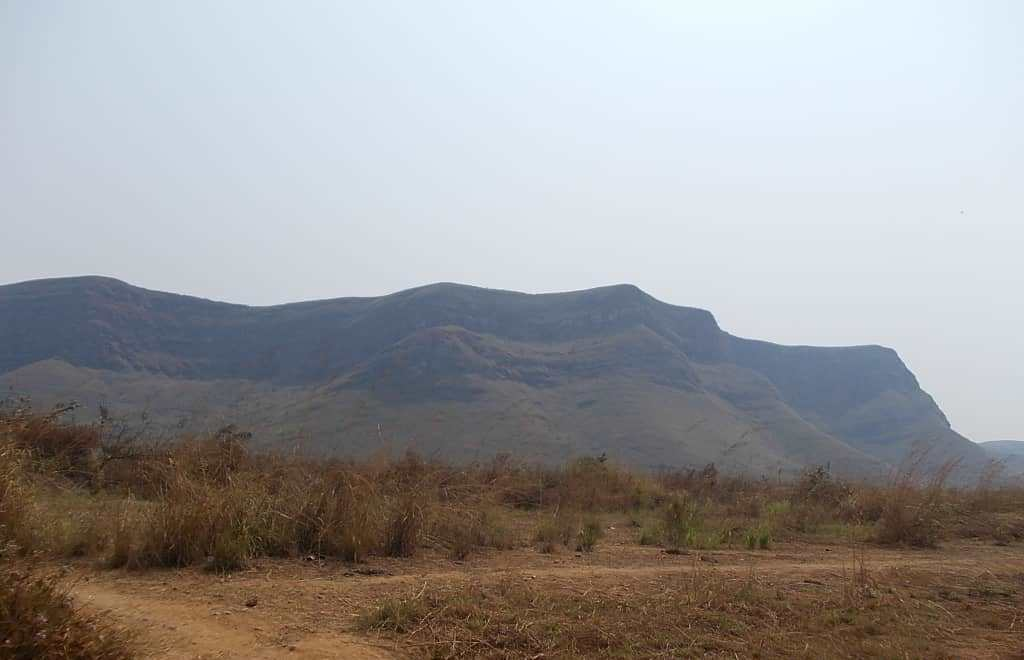
نمایی از کوهستان کریستال در آفریقا

کوهستان کریستال (Monts de Cristal) گروهی از کوه‌های کم‌ارتفاع (یا تپه‌ها، زیرا همه قله‌ها زیر ۱۰۰۰ متر هستند) در داخلهٔ مناطق کناره اقیانوس اطلس در کشورهای گینه استوایی، گابن، جمهوری کنگو، جمهوری دموکراتیک کنگو، و آنگولا است. این کوهستان لبه فلات داخلی وُلئو-انتم در برابر دشت ساحلی است و دارای سرازیری‌های تندی است که توسط نهرها و آبشارها بریده شده‌است.
بخشی از این منطقه در گابن به عنوان پارک ملی کوهستان کریستال حفاظت شده‌است. کوه امبیلان بلندترین نقطه (حدود ۹۲۵ متر) پارک است. سنی مونت (۶۱۱ متر) بیشترین بارندگی را در کل گابن (۳۵۰ سانتی‌متر در سال) دارد).

## جانوران
دو گونه قورباغه، قورباغه چشم‌درشت کریستال و قورباغه تخم‌مرغی استوارت، تنها در کوه‌های کریستال زندگی می‌کنند.